# Aphidiinae
Aphidiinae zijn een onderfamilie van vliesvleugeligen uit de familie schildwespen (Braconidae).

## Taxonomie
De volgende taxa zijn bij de onderfamilie ingedeeld:
- Tribus Aphidiini Haliday
  - Ondertribus Aphidiina Haliday
    - Geslacht Aclitus Förster, 1862
    - Geslacht Aphidius Nees, 1818
    - Geslacht † Archipraon Starý
    - Geslacht Diaeretellus Starý
    - Geslacht Diaeretiella Starý
    - Geslacht Eoaphidius Samanta & Raychaudhuri
    - Geslacht † olocnomus Quilis
    - Geslacht Indaphidius Starý
    - Geslacht Kashmiria Starý & Bhagat
    - Geslacht † Oligoaphidius Quilis
    - Geslacht Paralipsis Förster
    - Geslacht Parephedrus Starý & Carver
    - Geslacht † Praeaphidius Starý
    - Geslacht † Promonoctonia Starý
    - Geslacht † Protephedrus Quilis
    - Geslacht † Protodiaeretiella Starý
    - Geslacht Pseudaclitus Starý
    - Geslacht † Pseudaphidius Starý
    - Geslacht Pseudephedrus Starý
    - Geslacht Tanytrichophorus Mackauer
    - Geslacht Vanhartenia Starý

  - Ondertribus Archaphidina Mackauer
  - Ondertribus Lysiphlebina Mackauer
  - Ondertribus Monoctonina Mackauer
    - Geslacht Harkeria Cameron
    - Geslacht Monoctonia Starý
    - Geslacht Monoctonus Haliday, 1833
    - Geslacht Quadrictonus Starý & Remaudière

  - Ondertribus Neopauesia Paonam & Singh
  - Ondertribus Papilloma Wang
  - Ondertribus Protaphidiina Mackauer
  - Ondertribus Trioxina Ashmead
    - Geslacht Acanthocaudus Smith
    - Geslacht Betuloxys Mackauer
    - Geslacht Binodoxys Mackauer
    - Geslacht Boreogalba Mackauer
    - Geslacht Cristicaudus Starý & Remaudière
    - Geslacht Dactylonotum Chou & Xiang
    - Geslacht Fissicaudus Starý & Schlinger
    - Geslacht Lipolexis Förster
    - Geslacht † Palaeoxys Mackauer
    - Geslacht Parabioxys Shi & Chen
    - Geslacht Trioxys Haliday, 1833
- Tribus Autriquella Starý
- Tribus Ephedrini Mackauer
  - Geslacht † Archephedrus Ortega-Blanco, Bennett, Delclòs & Engel
  - Geslacht † Diospilites Brues
  - Geslacht Ephedrus Haliday, 1833
  - Geslacht Indoephedrus Samanta, Pramanik & Raychaudhuri
  - Geslacht Toxares Haliday, 1840
- Tribus Praini Mackauer
  - Geslacht Areopraon Mackauer
  - Geslacht Choreopraon Mackauer
  - Geslacht Dyscritulus Hincks
  - Geslacht Praon Haliday, 1833
  - Geslacht † Propraon Brues
  - Geslacht Pseudopraon Starý